# Jump Then Fall
"Jump Then Fall" je skladba country pjevačice Taylor Swift. Skladba se nalazi na "Platinum Edition" njenog albuma Fearless. Nakon reizdanja albuma i raznih izvedbi iste pjesma se plasira na raznim svjetskim ljestvicama uključujući američku Billboard Hot 100. Pjesma se nalazi na glazbenom zapisu filma Dan zaljubljenih u kojem Swift glumi.

## Uspjeh pjesme
Pjesma "Jump Then Fall" debitirala je 14. studenog 2009. godine na desetoj poziciji ljestvice Billboard Hot 100. Istog tjedna je debitirala na 59. poziciji Hot Country Songs. Ubrzo nakon objavljivanja pjesma se plasirala na prvom mjesti iTunes ljestvice pop pjesama. Pjesma je također peti hit s njenog albuma Fearless.

## Popis pjesama
Digitalno preuzimanje
1. "Jump Then Fall" - 3:57

## Ljestvice
| Ljestvice (2009.)               | Najviša pozicija |
| ------------------------------- | ---------------- |
| Australija                      | 98               |
| Kanada                          | 14               |
| SAD Billboard Hot 100           | 10               |
| SAD Billboard Hot Country Songs | 59               |

## Jump Then Fall (Taylor's Version)
11. veljače 2021. godine u emisiji Good Morning America, Swift je izjavila kako će ponovno snimljena verzija pjesme "Jump Then Fall", naslovljena "Jump Then Fall (Taylor's Version)", biti objavljena 9. travanja 2021. kao  pjesma sa Swiftinog ponovno snimljenog "Fearless" albuma, pod nazivom "Fearless (Taylor's Version)".